# 卡拉德城堡
卡拉德城堡（Château de la Calade）是普罗旺斯地区艾克斯的一座城堡。

## 位置
它位于普罗旺斯地区艾克斯的卡拉德城堡径（chemin du Château-de-la-Calade）1330号，靠近普里卡德，距离图卢布尔河也不远。。

## 历史
它建于1634年至1653年，为杜兰蒂（Jérôme de Duranti）而造， 建筑风格是过时的，因为杜兰蒂只是最近才成为贵族的一员，他想看起来更加富丽堂皇一些。它只有两层，两边各有一个炮塔。 内部，名为“ 巴加泰勒花园”（jardins de Bagatelle）的壁纸绘制于1800年至1804年之间。

## 建筑
2011年，该建筑列为法国历史遗迹。